# Daniel Troha

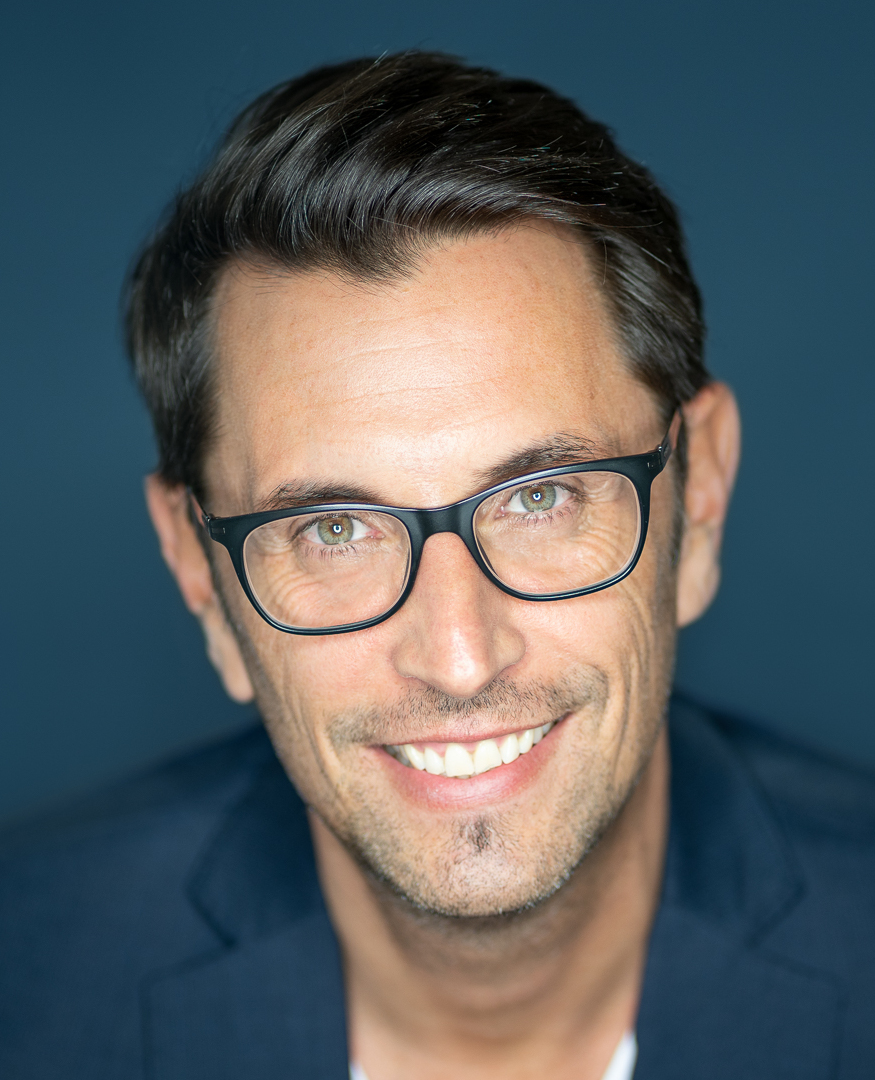
Daniel Troha (2020)

Daniel Troha (* 28. Februar 1975 in Hanau) ist ein deutscher Musikproduzent, DJ, Remixer und Songwriter.

## Werdegang
Daniel Troha erhielt eine klassische Musikausbildung auf dem Klavier und begann 1995 mit der Produktion von Pop- und Unterhaltungsmusik sowie mit dem Remixen und DJ-ing. Bisher arbeitete er als Produzent und Songwriter unter anderem mit oder für Magic Affair, Nina Badric, Sarah Connor, No Angels, Gloria Estefan uvm. Er wurde unter anderem mit dem kroatischen Musikpreis Porin für den Song des Jahres 2004, Čarobno jutro, ausgezeichnet und erhielt ebenso für diverse Produktionen Gold- und Platinauszeichnungen.
Daniel Troha lebt bei Frankfurt am Main, ist verheiratet und hat eine Tochter.

## Diskografie
- 1997: Magic Affair – Night Of The Raven
- 1997: Magic Affair feat. Anita Davis & Raz-Ma-Taz – Break These Chains
- 1997: Ego 7 – I Got To Hold On
- 1998: Groove Foundation (2) Feat. Linda Freeland – Aquarius
- 1999: Raz-Ma-Taz – Crazy World
- 1999: SPC*, Gloria Estefan – Santo Santo (The Syndicate Remixes)
- 1998: Pitchrider – One Step To Paradise Release
- 2000: Four Colourz – Abcd
- 2000: Four Colourz – Dog Me Out
- 2000: Four Colourz – Album „fourcolourz.com“
- 2001: R'n'G – The Right Time
- 2001: Sarah Connor – Green Eyed Soul
- 2001: Sarah Connor – I’ll Find You In My Heart
- 2002: No Angels – Now... Us!
- 2003: Nina Badrić – Ljubav
- 2005: Linda Freeland – Hot Stuff
- 2005: Sexy Pie – For You...
- 2005: Linda Freeland – Deeper Love
- 2016: PLAYONE FEAT. AMRICK CHANNA & JM – This is the night (Remixes)
- 2016: Linda Freeland – Tell It to My Heart (Remixe) – EP
- 2016: Lenny Fontana feat. D Train – When you feel what love has
- 2017: Caleidoscope feat. Julie Townsend – Summer Dreaming
- 2017: Caleidoscope feat. Julie Townsend – Summer Dreaming (Reggaeton Remix)
- 2018: Caleidoscope feat. George Christopher – Sit & Wait
- 2018: Zeitflug – Karussell (Sunset Remix)
- 2018: Caleidoscope feat. Nik Felice – Boys Of Summer
- 2018: Van Jones – Lucky Door Mental
- 2018: Zeitflug – Juwel
- 2019: Caldeidescope feat. Ed Y.L.C. – Bottom of the ocean
- 2019: Zeitflug – Grenzenlos Frei
- 2019: Herzgold – Nonstop zu Dir
- 2019: Zeitflug – Wo bist Du
- 2019: Herzgold – Die Nacht ist unser Ziel
- 2019: Zeitflug – Sie Will Fliehn
- 2019: Ella Endlich – Geschichten (Daniel Troha Remix)
- 2020: Noel Terhorst – Immer für Dich (Daniel Troha Remix)
- 2020: Zeitflug – Tausendmal Du
- 2020: Zeitflug – Tausendmal Du (Daniel Troha Remix)
- 2020: Ben – Schwerelos und Frei
- 2020: Caleidoscope feat. gxldjunge – Enjoy the silence
- 2020: Dennis Kranz – Einmal zum Mond (Daniel Troha Remix)
- 2020: Zeitflug – Hey Bonita (In Deiner Nähe)
- 2020: Zeitflug – Hey Bonita (In Deiner Nähe) [Reggaeton Remix]
- 2021: Zeitflug – Mitten in der Nacht
- 2021: Zeitflug – Bleib doch
- 2021: Noel Terhorst – Zeig mir drin wahres Gesicht (Daniel Troha Remix)
- 2021: Caleidoscope x Sickmellow x Belthauer – Abballati
- 2022: Yasmin Hutchins – Angekommen
- 2022: Noel Terhorst & Severino – Immer für Dich (Sempre per te) [Daniel Troha RMX]
- 2022: Zeitflug – Echte Freunde
- 2022: Yasmin Hutchins x Calmani & Grey x Caleidoscope – Dein Lied
- 2022: Yasmin Hutchins x Calmani & Grey x Caleidoscope – Dein Lied (Daniel Troha Remix)
- 2022: Zeitflug – Zucker
- 2022: Renns x Caleidoscope x Whitecap – Beggin you (Daniel Troha Remix)
- 2022: Yasmin Hutchins – Hypnotisiert
- 2022: Melia – Pures Glück (Daniel Troha RMX)
- 2022: Yasmin Hutchins – Schönn wenn du lachst
- 2022: Caleidoscope x Micar x Halo feat. Wlzn – The boys of summer
- 2022: Caleidoscope x Yusuf Alev feat. Theea – Oxygen
- 2022: Zeitflug – Unsere Liebe war nie echt
- 2023: Yasmin Hutchins – Machen Machen
- 2023: Caleidoscope x Halo – Stay
- 2023: Alexis – Morgen wieder solo
- 2023: Zeitflug – Wenn ich nachts von dir träume
- 2023: Belthauser x Caleidoscope feat. Gigi Birofio – Grande Gigi